# Pomocnicza Służba Kobiet (RSI)
Pomocnicza Służba Kobiet (wł. Servizio Ausiliario Femminile) – ochotnicza pomocnicza formacja paramilitarna Sił Zbrojnych RSI pod koniec II wojny światowej.
Służba została powołana 18 kwietnia 1944 r. Liczyła ok. 6-7 tys. kobiet, w tym ok. 300 ze służby pomocniczej X Flotylli MAS. Pełniły one zadania pomocnicze w stosunku do poszczególnych jednostek wojskowych Sił Zbrojnych Włoskiej Republiki Socjalnej jako kucharki, sekretarki, pielęgniarki itp. Na czele Służby stanęła księżna gen. Piera Gatteschi Fondelli, zaś funkcję zastępcy pełniła Cesaria Pancheri. W skład Służby wchodziły sztab główny, biuro werbunkowe, biuro prasowo-propagandowe, służby administracyjne, grupa ochrony zdrowia, biuro obrony przeciwlotniczej, kurs oficerski. Poszczególne struktury terytorialne zostały rozmieszczone w Wenecji i Como. Członkinie Służby wypełniały także zadania sabotażowo-dywersyjne. Krótko po wyzwoleniu Włoch ok. 300 kobiet zostało zabitych, podczas gdy straty wojenne wyniosły jedynie 25 zabitych, 8 rannych i 7 zaginionych. Najsłynniejszą członkinią Służby była Franca Barbier, która w lipcu 1944 r. została schwytana przez partyzantów i rozstrzelana. Miała umrzeć ze słowami na ustach wychwalającymi Benito Mussoliniego. Dostała od władz RSI Złoty Medal za Męstwo Wojskowe, będący odpowiednikiem Żelaznego Krzyża.